# 諫早市立琴海中学校
諫早市立琴海中学校（いさはやしりつ きんかいちゅうがっこう、Isahaya City Kinkai Junior High School）は、長崎県諫早市多良見町舟津にある公立中学校。略称「琴海中」（きんかいちゅう）、「琴中」。

## 概要
歴史
1951年（昭和26年）に隣接する西彼杵郡の二村（伊木力村・大草村）が組合で「琴海中学校」を設置したのが始まりである。2011年（平成23年）に創立60年を迎えた。
校訓
「自立・協力・忍耐」
校章
菊の花弁を背景にして、中央に校名の「琴中」の文字（縦書き）を置いている。
校歌
開校年の1951年（昭和26年）に制定。作詞は島内八郎、作曲は友永弘子による。歌詞は3番まであり、3番に校名の「琴海中学」が登場する。
校区
諫早市立伊木力小学校・諫早市立大草小学校校区。

## 沿革
前史
- 1947年（昭和22年）4月1日 - 学制改革（六・三制の実施）が行われる。
  - 旧・伊木力村国民学校の高等科が改組され、「伊木力村立伊木力中学校」（新制中学校）が発足。伊木力小学校に併設される。
  - 旧・大草村国民学校の高等科が改組され、「大草村立大草中学校」（新制中学校）が発足。大草小学校に併設される。

統合
- 1951年（昭和26年）
  - 1月31日 - 「伊木力村・大草村二村組合立琴海中学校」が発足。6学級を設置する。
  - 5月19日 - 伊木力村舟津郷1870番地（現在地）に校舎が完成。
  - 11月3日 - 校歌を制定。
- 1955年（昭和30年）2月11日 - 喜々津村・大草村・伊木力村の三村合併により、多良見村が発足し、「多良見村立琴海中学校」に改称。
- 1958年（昭和33年）9月15日 - 女子制服を制定。
- 1966年（昭和41年）5月18日 - 多良見村が町制施行により多良見町となったため、「多良見町立琴海中学校」に改称。
- 1967年（昭和42年）6月1日 - 牛乳給食を開始。
- 1969年（昭和44年）8月1日 - 体育館が完成。
- 1971年（昭和46年）12月2日 - 第1回文化祭を開催。
- 1972年（昭和47年）9月10日 - プールが完成。
- 1978年（昭和53年）5月1日 - 新校舎が完成。
- 1979年（昭和54年）2月21日 - 学校給食を開始。
- 1991年（平成3年）3月15日 - 別棟校舎が完成。
- 1998年（平成10年）6月2日 - 新体育館が完成。
- 2005年（平成17年）3月1日 - 多良見町が諫早市に編入されたことにより、「諫早市立琴海中学校」（現校名）に改称。
- 2010年（平成22年）6月7日 - シンガポールタンピネス中学校との交流会を実施。

## 部活動
運動部
- 陸上部
- バレーボール部（女）
- ソフトテニス部

文化部
- 音楽部

## アクセス
最寄りの鉄道駅
- JR九州 長崎本線 「大草駅」

最寄りのバス停
- 長崎県営バス「中学校前（多良見）」

最寄りの道路
- 国道207号

## 周辺
- 諫早市立伊木力小学校
- 諫早市役所多良見支所伊木力出張所
- 諫早市多良見西部グラウンド
- 大草診療所
- 大草郵便局

## 同名の中学校
- 長崎市立琴海中学校

## 著名出身者
- 藤原新（陸上競技選手・プロランナー、ロンドンオリンピック男子マラソン日本代表）

## 関連事項
- 長崎県中学校一覧